# لیدیا دورنووا
لیدیا آلکساندروونا دورنووا (ارمنی: Լիդիա Ալեքսանդրովնա Դուռնովո؛ زاده ۱ مهٔ ۱۸۸۵ - درگذشته ۷ ژانویهٔ ۱۹۶۳) نویسنده، نقاش، تاریخ‌نگار هنر اهل ارمنستان بود. وی بین سال‌های - تا - میلادی فعالیت می‌کرد.

## زندگی‌نامه
وی در ۱۳ مهٔ [سبک قدیمی: ۱ مهٔ] ۱۸۸۵ در اسمولنسک به دنیا آمد و از مدرسه عالی هنر آکادمی امپریال هنر فارغ‌التحصیل گشت. وی همچنین برنده جوایزی همچون چهره هنری شایسته ارمنستان شوروی (۱۹۴۵) شد. وی در ۷ ژانویهٔ ۱۹۶۳ در سن ۷۷ سالگی در ایروان درگذشت.

## یادداشت
1. ↑  արվեստի տեսաբան
2. ↑  Գեղարվեստի բարձրագույն դպրոց